# 內射對象與投射對象
在同調代數中，內射對象與投射對象是內射模與投射模在阿貝爾範疇中的推廣，二者的定義相對偶。以下固定一個阿貝爾範疇 {\displaystyle {\mathcal {C}}} 。
- 若對象 {\displaystyle P} 使得函子 {\displaystyle \mathrm {Hom} _{\mathcal {C}}(P,-)} 為正合函子，則稱 {\displaystyle P} 為投射對象。
- 若對象 {\displaystyle I} 使得函子 {\displaystyle \mathrm {Hom} _{\mathcal {C}}(-,I)} 為正合函子，則稱 {\displaystyle I} 為內射對象。

若對每個對象 {\displaystyle X} 都存在投射對象 {\displaystyle P} 及滿射 {\displaystyle P\to X}，則稱 {\displaystyle {\mathcal {C}}} 有充足投射元。若對每個對象 {\displaystyle X} 都存在內射對象 {\displaystyle I} 及單射 {\displaystyle X\to I}，則稱 {\displaystyle {\mathcal {C}}} 有充足內射元。對於有充足投射元（或內射元）的阿貝爾範疇，可以考慮對象的投射分解（或內射分解）。